# Oak View (Californie)
Pour les articles homonymes, voir Oak View.
Oak View est une census-designated place du comté de Ventura, dans l'État de Californie, aux États-Unis. En 2020, elle compte une population de 6 215 habitants.